# Francesco Vescovi
Francesco Vescovi, detto Cecco (Varese, 10 ottobre 1964), è un ex cestista, allenatore di pallacanestro e dirigente sportivo italiano.

## Carriera

### Giocatore

Vescovi nel 1998-99 a Varese

Il suo esordio con la maglia della Pallacanestro Varese in Serie A1 avvenne all'inizio del campionato 1980-81, il 28 settembre 1980 contro l'Hurlingham Trieste. Il suo primo punto arrivò alla quarta giornata, sempre a Varese, il 12 ottobre, avendo per avversaria la Sinudyne Bologna.
Con il club varesino trascorse quasi tutta la carriera (21 stagioni in totale in biancorosso) vincendo nel frattempo anche lo scudetto 1999: in quella storica annata, Vescovi tra regular season e play-off viaggiò a 6,9 punti in 19,5 minuti di media a partita.
Le uniche stagioni in cui Vescovi non giocò nel professionismo con la Pallacanestro Varese furono le due parentesi all'Olimpia Pistoia (nel 1993-94 prima e nel 1997-98 poi) e l'annata passata alla Fortitudo Bologna (1996-97). Prima di ritirarsi militò per un biennio in Serie B2 alla Robur et Fides Varese (2004-06), società nel cui vivaio aveva precedentemente iniziato la carriera.
Il 23 dicembre 2006 diede l'addio al basket con una partita benefica disputata al Palazzetto dello sport di Varese.
Con 793 presenze complessive è il terzo giocatore di sempre per partite giocate in Serie A, dietro solo a Dino Meneghin e Antonello Riva. È inoltre il giocatore con più presenze nella storia della Pallacanestro Varese.

### Allenatore e dirigente
Iniziò la carriera da allenatore nel 2006 con il Campus Varese, portando la squadra in finale play-off del campionato di Serie C1. Nella stagione 2007-08 tornò alla Pallacanestro Varese come assistente del coach ed ex compagno di squadra Veljko Mršić, insieme con Andrea Meneghin.
Nel settembre 2010 venne nominato nuovo presidente della Pallacanestro Varese dal consorzio "Varese nel Cuore" che aveva appena rilevato la società. Mantenne questo incarico fino al luglio 2014.
Rimase all'interno del club biancorosso con il ruolo di general manager, ma nel febbraio 2015 rassegnò le dimissioni per via dello scarso rendimento della squadra.
Nell'ottobre 2015 tornò in panchina per allenare l'Oleggio Magic Basket in Serie B. Dal 2016 al 2020 fu capo allenatore alla Robur et Fides Varese. Dall'aprile 2022 assunse nuovamente un ruolo dirigenziale con la nomina a general manager del GEAS Basket, società di basket femminile di Sesto San Giovanni, militante nella massima serie.

## Palmarès

### Giocatore
- Campionato italiano: 1

Pall. Varese: 1998-99
- Supercoppa italiana: 1

Pall. Varese: 1999
- Coppa Italia LNP di Serie B2: 1

Robur Varese: 2005-06